# Puig de l'Aranyó
El Puig de l'Aranyó és una muntanya de 366 metres que es troba al municipi de Montferri, a la comarca de l'Alt Camp.